# Úterý
Úterý (deutsch Neumarkt) ist eine Kleinstadt im Okres Plzeň-sever in Tschechien.

## Geographische Lage

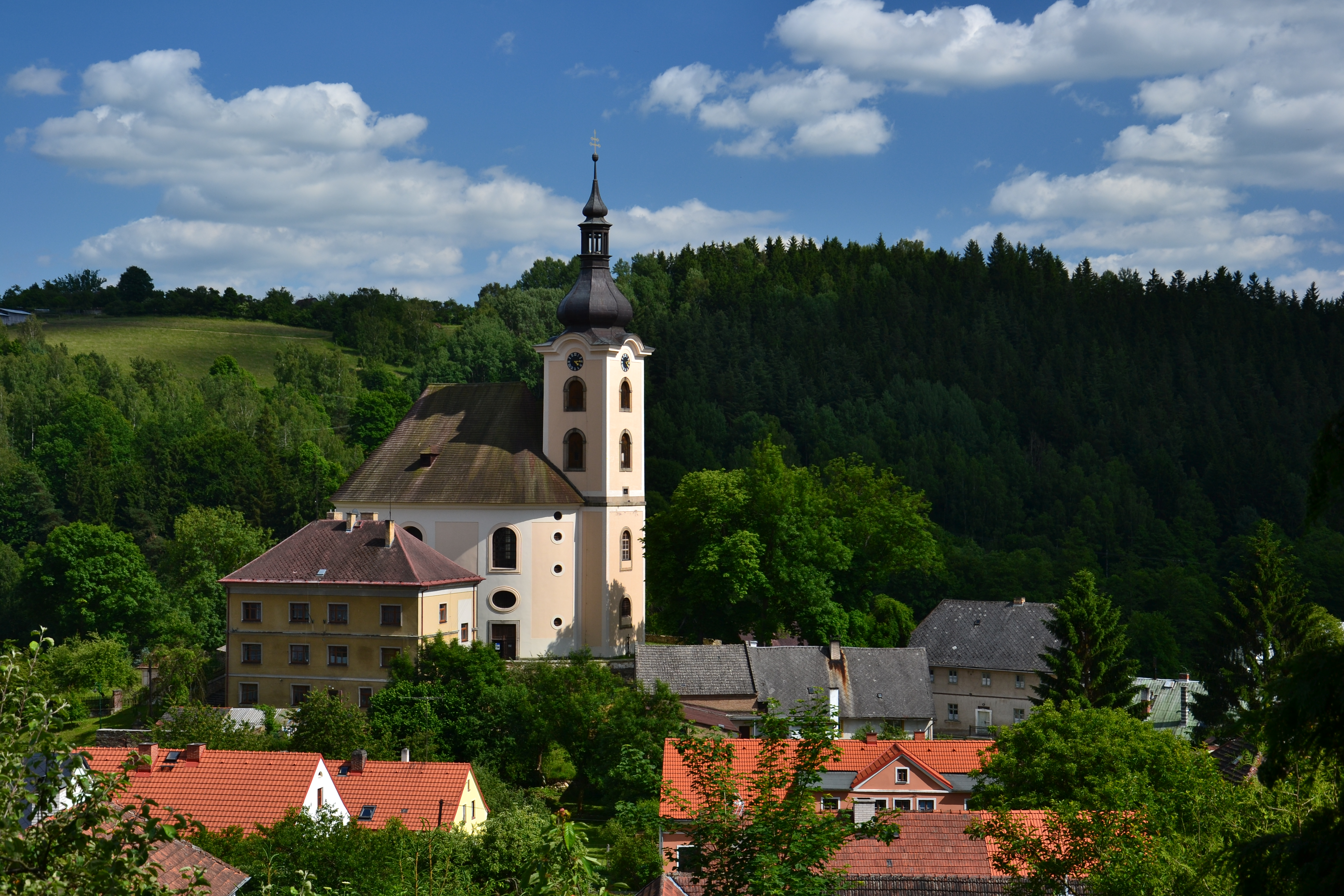
Ortskern in seiner Umgebung mit der Kirche St. Johannes der Täufer

Die Stadt liegt in Westböhmen im Kerbtal des Úterský potok (Neumarkter Bach), das an dieser Stelle von der Staatsstraße 210 zwischen Teplá (Tepl) und Krsy (Girsch) gequert wird, 23 Kilometer östlich von Marienbad im Tepler Hochland.
Nachbarorte sind Vidžín im Norden, Světec im Nordosten, Olešovice und Kamýček, Krsy und Blažim im Südosten, Bezdružice und Křivce im Südwesten sowie Staré Sedlo im Westen.

## Geschichte

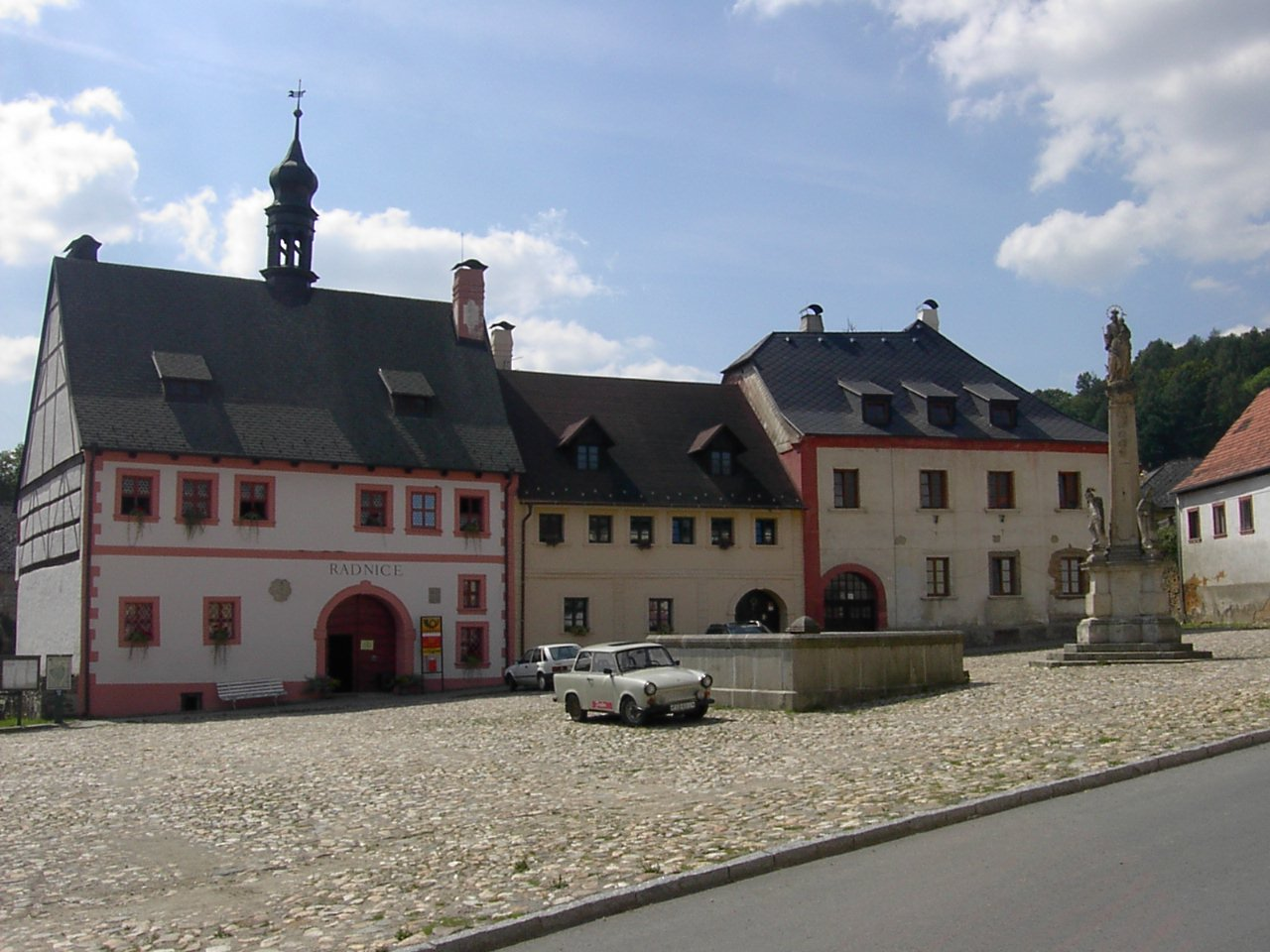
Rathaus am Marktplatz

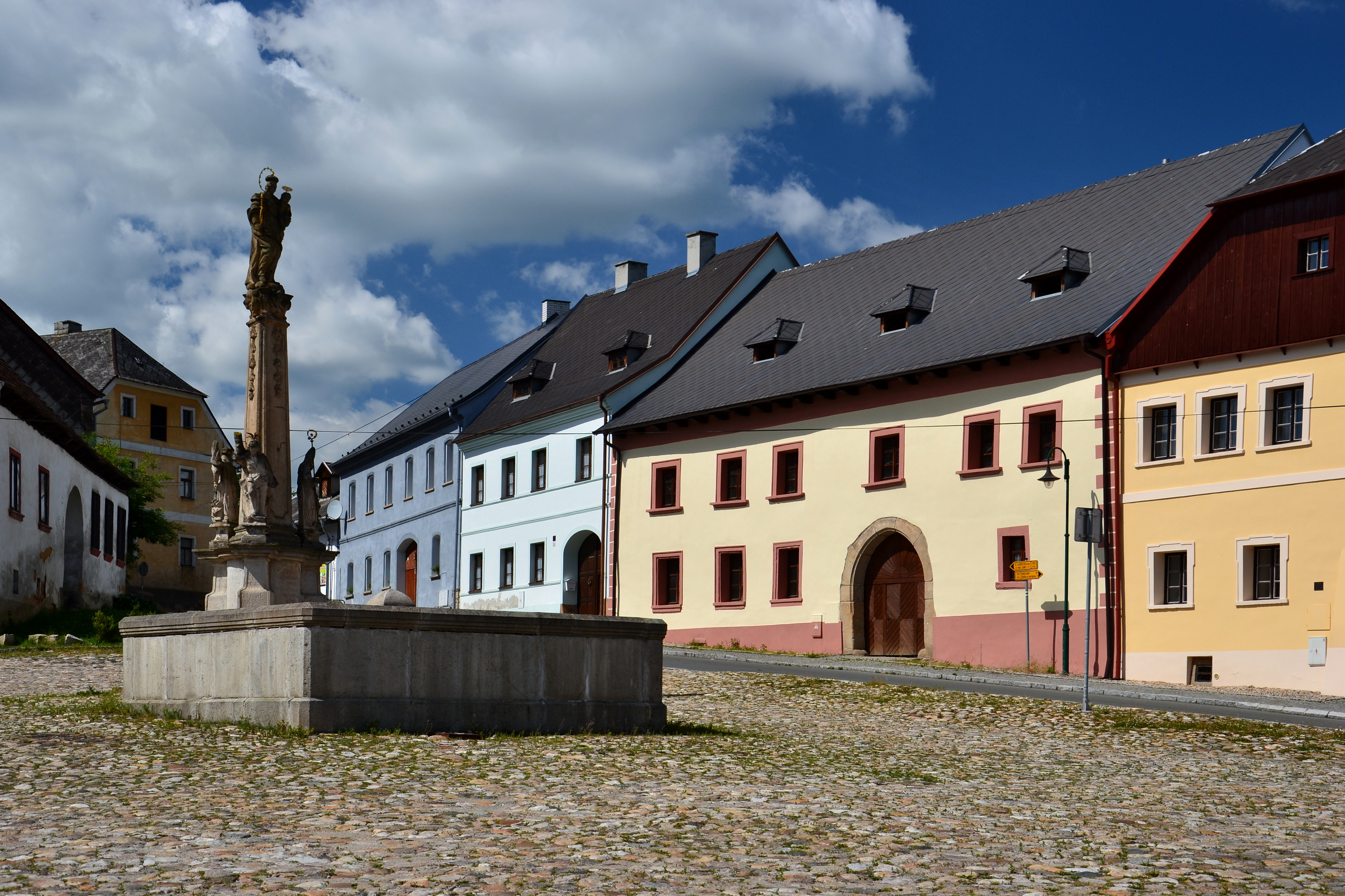
Dreifaltigkeitssäule auf dem Marktplatz

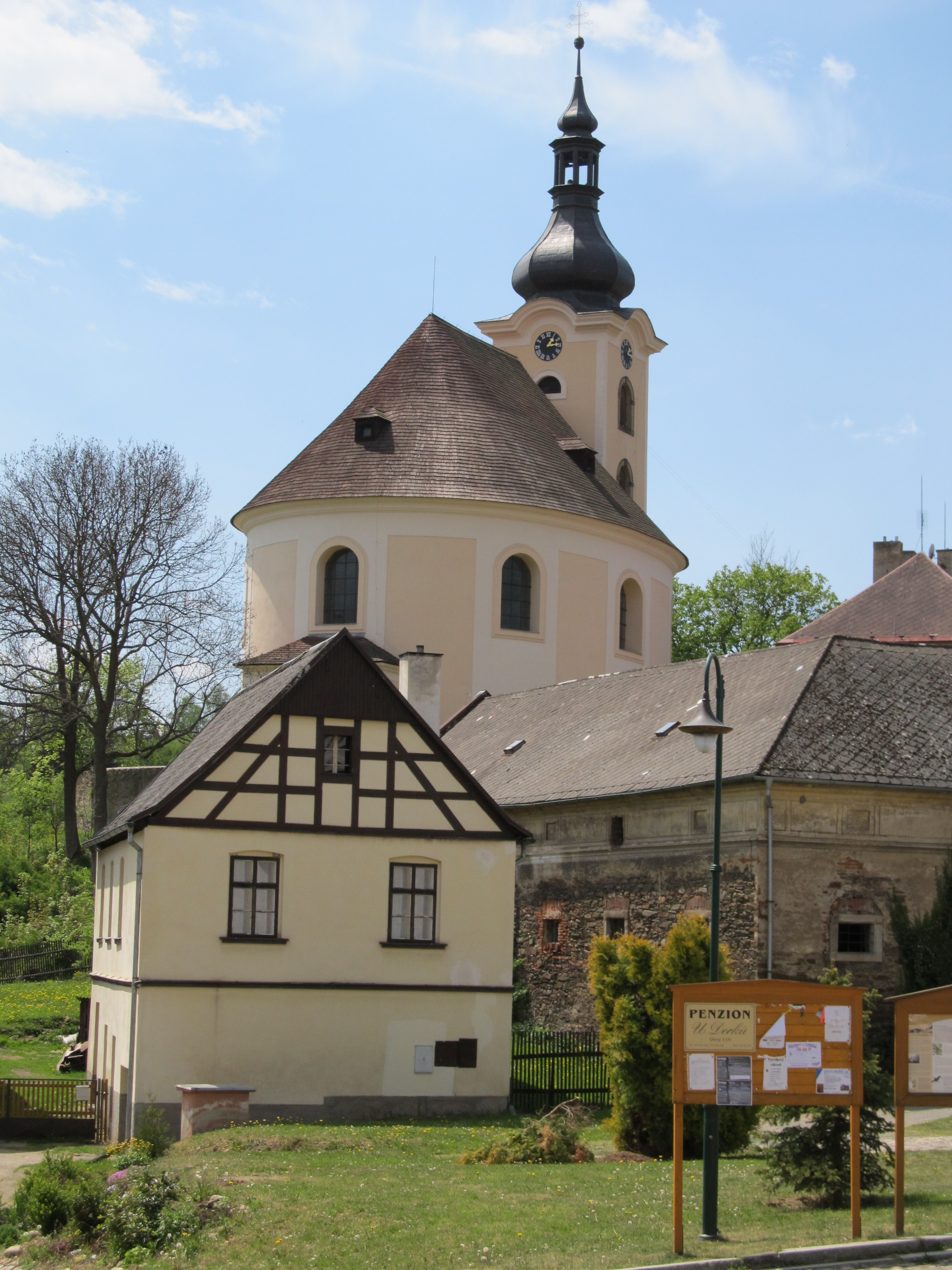
Häuser im Stadtzentrum mit der Pfarrkirche St. Johannes der Täufer im Hintergrund

Die erste urkundliche Erwähnung von Úterý stammt aus dem Jahre 1233. Zu dieser Zeit gehörte der Ort zum Besitz des Stifts Tepl und war ein Zentrum des Goldbergbaus. Entlang des Baches wurden Goldseifen betrieben. Die Pfarrkirche St. Johannes der Täufer wurde bereits 1384 als solche erwähnt.
Durch den Dreißigjährigen Krieg und den Niedergang des Bergbaus verlor die Stadt, die einmal über 1000 Einwohner hatte, an Bedeutung. 1834 lebten in Neumarkt 834 Menschen. Am Anfang des 20. Jahrhunderts hatte die Stadt eine Bierbrauerei und Sägewerke.
Nach dem Ersten Weltkrieg wurde Neumarkt 1919 der neu geschaffenen Tschechoslowakei zugeschlagen. Aufgrund des Münchner Abkommens gehörte Neumarkt von 1938 bis 1945 zum Landkreis Tepl, Regierungsbezirk Eger, im Reichsgau Sudetenland des Deutschen Reichs.
Nach dem Zweiten Weltkrieg wurden die deutschen Bewohner enteignet und vertrieben und Wolhynientschechen angesiedelt. Der Ort, der den Namen Úterý (Dienstag) nach dem früheren Markttag erhielt, konnte den Bevölkerungsverlust nicht kompensieren, und 1949 wurden ihm die Stadtrechte aberkannt.
Nach der samtenen Revolution begann die Sanierung der nach 1945 stark vernachlässigten wertvollen historischen Bausubstanz, und 1992 wurde der Ort zur städtischen Denkmalszone erklärt. Seit dieser Zeit ist in Úterý, das 1991 nur 369 Einwohner hatte, ein starker Bevölkerungsanstieg zu verzeichnen.
Seit dem 27. Jänner 2007 ist Úterý wieder eine Stadt.

### Demographie
| Jahr | Einwohner | Anmerkungen                  |
| ---- | --------- | ---------------------------- |
| 1785 | 0 k. A.   | 125 Häuser                   |
| 1830 | 0786      | in 145 Häusern               |
| 1832 | 0743      | in 143 Häusern               |
| 1837 | 0834      | in 144 Häusern               |
| 1900 | 1022      | deutsche Einwohner           |
| 1921 | 0925      | davon 915 deutsche Einwohner |

| Jahr      | 1991 | 2006 | 2017 1 |
| --------- | ---- | ---- | ------ |
| Einwohner | 369  | 442  | 475    |

## Ortsgliederung
Zur Stadt Úterý gehören die Ortsteile Olešovice (Hangendorf) und Vidžín (Witschin) sowie der Weiler Kamýček.

## Sehenswürdigkeiten
- historisches Stadtzentrum
- Kirche Johannes des Täufers, am Markt, erbaut von Johann Dientzenhofer mit restaurierter/rekonstruierter Barockorgel von Johann Leopold Burkhardt (um 1720)[8]
- Rathaus, Renaissancebau
- Mariensäule am Markt, errichtet 1731
- Kirche St. Wenzeslaus, Barockbau aus dem Jahre 1747
- romantisches Tal des Úterský potok

## Persönlichkeiten

### Söhne und Töchter der Stadt
- Karl Prokop Reitenberger (1779–1860), Abt des Stifts Tepl und Gründer von Marienbad

### Personen mit Bezug zur Stadt
- Wenzel Baier (1869–1956), Lehrer und Heimatforscher